# Yuval Raphael

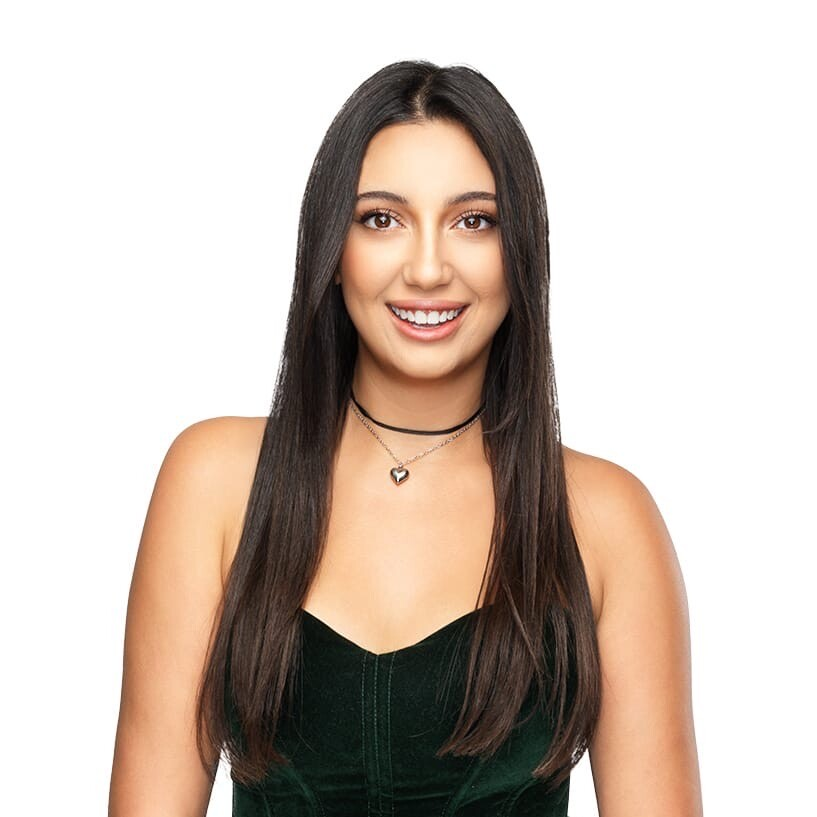
Yuval Raphael (2025)

Yuval Raphael (hebräisch יובל רפאל; geb. 5. November 2000 in Ra’anana, Israel) ist eine israelische Sängerin, die Israel beim Eurovision Song Contest 2025 in Basel vertrat. Sie ist eine der Überlebenden des Massakers von Re’im durch die Hamas am 7. Oktober 2023.

## Leben und Karriere
Yuval Raphael wurde 2000 in Ra’anana geboren, wo sie auch lebt. Drei Jahre verbrachte sie als Heranwachsende mit ihrer Familie in Genf in der Schweiz. Ihre Mutter ist Therapeutin. Raphael überlebte das Massaker der Hamas während des Supernova-Festivals am 7. Oktober 2023 in einem offenen Raketenbunker. Darin hatten Raphael und etwa 50 weitere Personen Schutz vor den Raketen gesucht, ehe die Terroristen kamen, mehrmals hineinschossen und Granaten hineinwarfen. Raphael stellte sich unter Leichen liegend sieben bis acht Stunden lang tot und überlebte dort mit zehn anderen. Zur Aufarbeitung des Erlebten nahm sie mit anderen Überlebenden an Retreats teil. Im April 2024 sprach sie vor dem Menschenrechtsrat der Vereinten Nationen in Genf.
Ab November 2024 nahm sie am Israelischen Songwettbewerb HaKokhav HaBa teil und qualifizierte sich für das Finale. Das Finale am 22. Januar 2025 gewann sie mit den Songs Dancing Queen von ABBA und Writing’s on the Wall. Damit stand sie als die Vertreterin Israels beim Eurovision Song Contest (ESC) fest.

### Eurovision Song Contest 2025
Ihr Song New Day Will Rise für den Eurovision Song Contest 2025 wurde am 9. März 2025 veröffentlicht. Das Lied wurde von der Europäischen Rundfunkunion für den Eurovision Song Contest zugelassen.
Während ihres Auftrittes kam es zu Störungen durch Protestaktionen vor und in der Baseler St. Jakobshalle. Eine Farbattacke konnte vereitelt werden.
In der Gesamtwertung erreichte sie den zweiten Platz, in der Publikumswertung erhielt sie dabei die meisten Punkte im Wettbewerb.

## Diskografie

### Singles
- 2025: New Day Will Rise